# シングル・マン (エルトン・ジョンのアルバム)
『シングル・マン』（A Single Man）は、1978年に発表されたエルトン・ジョンのアルバム。

## 解説
前年を所属アーティストであるキキ・ディーのプロデュースや、フィリー・ソウルのミニ・アルバム制作（発売は1979年）、保有するサッカークラブ・ワトフォードFCの経営などで過ごし、ツアーなどは行わなかったエルトンの復帰作。メンバーはキキ・ディーのアルバム制作とほとんど同じ。プロデュースも共同とは言え自身が手がけている。作詞は盟友バーニー・トーピンと離れ、全曲をゲイリー・オズボーンが担当した。
『蒼い肖像』と同様かつさらに静的な印象で、ピアノの音が綺麗に響くアルバムである。アップテンポな「パート・タイム・ラブ」はシングルとなった。「ソング・フォー・ガイ」は事故死した17歳のメッセンジャーボーイに捧げたインスト曲。
今までのけばけばしい衣装から一転して、今回のジャケットはシルクハットにコートという姿でたたずむエルトン。眼鏡やサングラスも外し、帽子を愛用するようになったのもこの頃からである。
1998年リマスター盤発売の際、本作に先行して発売されたシングル収録曲が収録された。「フリンストン・ボーイ」は作詞もエルトンの手によるもの。「ストレンジャーズ」はイーグルスに提供したが未使用だったものを自身でレコーディングしたもの。

## 収録曲
全曲、作曲：エルトン・ジョン、作詞：ゲイリー・オズボーン。それ以外は追記
1. 愛の輝き - "Shine On Through"
2. リターン・トゥ・パラダイス - "Return To Paradise"
3. 今…だから愛 - "I Don't Care"
4. ビッグ・ディッパー - "Big Dipper"
5. 浮気のゆくえ - "It Ain't Gonna Be Easy"
6. パート・タイム・ラヴ - "Part-Time Love"
7. ジョージア - "Georgia"
8. シューティング・スター - "Shooting Star"
9. マッドネス - "Madness"
10. 幻想 - "Reverie" (ジョン) ※インストゥルメンタル
11. ソング・フォー・ガイ - "Song For Guy" (ジョン) ※インストゥルメンタル

### ボーナストラック (1998年 マーキュリー再発)
1. 僕の小さなわがまま - "Ego" (ジョン、バーニー・トーピン)
2. フリンストン・ボーイ - "Flinstone Boy" (ジョン)
3. アイ・クライ・アット・ナイト - "I Cry At Night" (ジョン、トーピン)
4. ラブシック - "Lovesick" (ジョン、トーピン)
5. ストレンジャーズ - "Strangers"

## アルバム参加ミュージシャン
- エルトン・ジョン - ボーカル、ピアノ、クラヴィネット (3)、ハーモニカ & 教会オルガン (7)、フェンダー・ローズ (8)、メロトロン & ポリモーグ & セリーナ・ストリングス・シンセサイザー (11)
- デイビー・ジョンストン - リード・ギター (6)、バック・ボーカル (6)
- レイ・クーパー - タンバリン (1,3〜7,9)、シェイカー (2,8,11)、マリンバ (2)、ヴィブラフォン (5)、コンガ (6,9)、ティンパニ (9)、リズムボックス (11)、ウィンドチャイム (11)
- ポール・バックマスター - オーケストラ・アレンジ (1〜6,9)、アープ・シンセサイザー (10)

- スティーヴ・ホリー (Steve Holly) - ドラム (1〜9)、モーター・ホーン (4)
- クライヴ・フランクス (Clive Franks) - ベース (1〜7,9,11)
- ティム・レンウィック (Tim Renwick) - アコースティックギター (2,3)、エレクトリックギター (4〜6,9)、レスリー・ギター (7)、マンドリン (7)
- ヘンリー・ロウサー (Henry Lowther) - トランペット (2)
- パット・ハルコックス (Pat Halcox) - トランペット (4)
- ジョン・クロッカー (John Crocker) - クラリネット (4)
- ジム・シェパード (Jim Shepherd) - トロンボーン (4)
- B・J・コール (B.J. Cole) - ペダル・スティール・ギター (7)
- ハービー・フラワーズ - アコースティックベース (8)
- ジョン・クロッカー (John Crocker) - テナーサックス (8)
- バック・ボーカル
  - エルトン・ジョン (1,2)
  - ゲイリー・オズボーン (1〜3,6)
  - ヴィッキー・ブラウン (Vicky Brown)、ジョアン・ストーン (Joanne Stone)、スティーヴィ・ランジ (Stevie Lange)、クリス・トンプソン (Chirs Thompson) (3,6)
  - ワトフォード・フットボール・クラブ (Watford Football Club)、サウス・オードリー・ストリート少女合唱団 (4,7)

## 制作
- エルトン・ジョン - プロデューサー
- クライヴ・フランクス - プロデューサー、エンジニア
- フィル・デューン (Phil Dunne) - エンジニア
- スチュアート・エップス (Stuart Epps) - エンジニア
- ジョン・リード - マネージメント
- デヴィッド・コスタ - スリーヴ・デザイン
- テリー・オニール (Terry O'Neil) - 写真